# Weinpolz
Weinpolz (früher auch Weipolz) ist eine Ortschaft und eine Katastralgemeinde der Marktgemeinde Göpfritz an der Wild im Bezirk Zwettl in Niederösterreich.

## Geschichte
Laut Adressbuch von Österreich waren im Jahr 1938 in der Ortsgemeinde Weinpolz ein Ferkelhändler, zwei Gastwirte, ein Gemischtwarenhändler, ein Landesproduktehändler, ein Marktfahrer, ein Schmied und mehrere Landwirte ansässig.
Zum 1. Jänner 1971 erfolgte die Eingliederung der Gemeinde Weinpolz als Katastralgemeinde in die Gemeinde Göpfritz an der Wild.

## Siedlungsentwicklung
Zum Jahreswechsel 1979/1980 befanden sich in der Katastralgemeinde Weinpolz insgesamt 77 Bauflächen mit 39.032 m² und 59 Gärten auf 18.063 m², 1989/1990 gab es 82 Bauflächen. 1999/2000 war die Zahl der Bauflächen auf 199 angewachsen und 2009/2010 bestanden 92 Gebäude auf 208 Bauflächen.

## Bodennutzung
Die Katastralgemeinde ist landwirtschaftlich geprägt. 477 Hektar wurden zum Jahreswechsel 1979/1980 landwirtschaftlich genutzt und 330 Hektar waren forstwirtschaftlich geführte Waldflächen. 1999/2000 wurde auf 466 Hektar Landwirtschaft betrieben und 340 Hektar waren als forstwirtschaftlich genutzte Flächen ausgewiesen. Die Grundzusammenlegung erfolgte in den Jahren 2005–2016. Ende 2018 waren 454 Hektar als landwirtschaftliche Flächen genutzt und Forstwirtschaft wurde auf 343 Hektar betrieben. Die durchschnittliche Bodenklimazahl von Weinpolz beträgt 30,3 (Stand 2010).

## Sehenswürdigkeiten
Die Ortskapelle Weinpolz steht unter Denkmalschutz. Erbaut um 1800 (Listeneintrag). Eine Gedenkplatte an der Fassade weist Engelbert Dollfuß als Ehrenbürger aus.

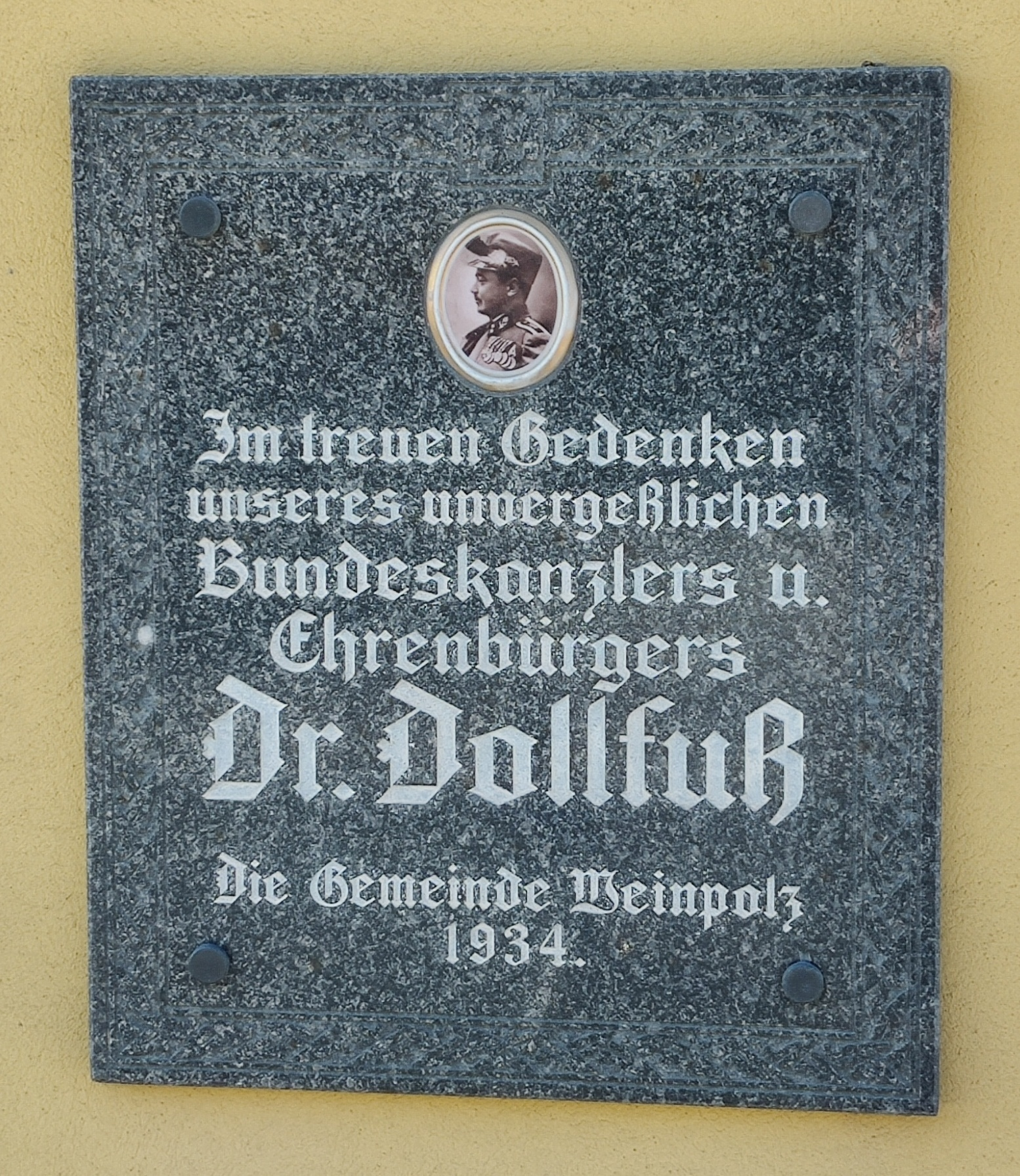
An der Kapelle zu Weinpolz

## Persönlichkeiten
- Johann Haberl (1876–1962), Gastwirt, Politiker und Abgeordneter zum Landtag von Niederösterreich